# Curb Tour
Curb Tour – pierwsza oficjalna trasa koncertowa kanadyjskiej grupy rockowej Nickelback. Odbyła się ona w 1997 roku i promowała dwa albumy grupy EP "Hesher" wydane w lutym 1996 roku, oraz pierwszy studyjny album długogrający "Curb", wydany 3 marca 1996 roku. Grupa koncertowała przez pół roku, od 13 czerwca do 20 grudnia. Łączenie zespół podczas trasy zagrał 27 koncertów w mniejszych oraz większych miastach w Kanadzie. Grupa przeważnie grała w małych klubach. Dzięki tej trasie grupie udało się zaistnieć, a utwory grupy zaczęły być coraz częściej puszczane w lokalnych stacjach radiowych. Podczas trasy zespół grał także kilka utworów zawartych później na drugim studyjnym albumie "The State". Podczas jednego z akustycznych koncertów powstał bootleg "Acoustic live on Power 97" na którym znalazły się m.in. utwory "Leader of Men" czy "Old Enough". Podczas trasy, na niektórych koncertach Brandona Kroegera, na perkusji zastępował Gabe Sinclair, który był w składzie zespołu w roku 1995. Podczas trasy zespół występował jako support amerykańskiej grupy Everclear.
Jest to także jedyna trasa koncertowa, w której udział brał perkusista grupy Brandon Kroeger, który został zastąpiony w 1998 roku przez Ryana Vikedala.

## Setlista
Utwory grane podczas trasy koncertowej:
- "Little Friend"
- "Pusher"
- "Detangler"
- "Curb"
- "Where?"
- "Falls Back On"
- "Sea Groove"
- "Fly"
- "Just For"
- "Left"
- "Window Shopper"
- "I Don't Have"
- "Leader of Men"
- "Old Enough"
- "Not Leavin’ Yet"
- "Worthy to Say"

## Covery
- "Even Flow" (Pearl Jam)
- "Super Bon Bon" (Soul Coughing)
- Covery Red Hot Chilli Peppers

## Zespół
- Chad Kroeger – gitara prowadząca, śpiew
- Ryan Peake – gitara rytmiczna, wokal wspierający (śpiew w utworze "Super Bon Bon")
- Mike Kroeger – gitara basowa
- Brandon Kroeger – perkusja

- Gabe Sinclair – perkusja (niektóre koncerty)

Ekipa
- Management: Amar Management
- Manager: Clyde Hill

## Zarejestrowane albumy
- Bootleg "Acoustic live on Power 97"

## Daty i miejsca koncertów[2]
| Kanada               |                 |        |                       |
| 13 czerwca 1997      | Vancouver       | Kanada | Studebakers           |
| 19 czerwca 1997      | Chilliwack      | Kanada | Greg's Place          |
| 28 czerwca 1997      | Port Moody      | Kanada | Port Moody Rec Center |
| 11 lipca 1997        | Vancouver       | Kanada | Playland              |
| 7 sierpnia 1997      | White Rock      | Kanada | Funky Planet          |
| 29 sierpnia 1997     | Abbotsford      | Kanada | A&B Sound             |
| 5 września 1997      | Vancouver       | Kanada | Studebakers           |
| 17 września 1997     | Nanaimo         | Kanada | Wichita Rocks         |
| 18 września 1997     | Vancouver       | Kanada | The Gate              |
| 25 września 1997     | Surrey          | Kanada | Champagne's           |
| 3 października 1997  | Kamloops        | Kanada | Uncle Charlie’s       |
| 4 października 1997  | Lethbridge      | Kanada | Jungle Room           |
| 7 października 1997  | Banff           | Kanada | Wild Bill's           |
| 8 października 1997  | Saskatoon       | Kanada | Amigo's               |
| 9 października 1997  | Winnipeg        | Kanada | The Albert            |
| 10 października 1997 | Abbotsford      | Kanada | A&B Sound             |
| 11 października 1997 | Greater Sudbury | Kanada | The Grotto            |
| 13 października 1997 | Toronto         | Kanada | The Horseshoe         |
| 14 października 1997 | Manhattan       | Kanada | The Continental       |
| 15 października 1997 | Montreal        | Kanada | Club Ouest            |
| 16 października 1997 | London          | Kanada | Call The Office       |
| 17 października 1997 | Toronto         | Kanada | 360 Club              |
| 18 października 1997 | Brantford       | Kanada | Alexander's           |
| 25 października 1997 | Vancouver       | Kanada | Graceland             |
| 11 grudnia 1997      | Langley         | Kanada | China Beach           |
| 12 grudnia 1997      | Burnaby         | Kanada | Studebakers           |
| 20 grudnia 1997      | Victoria        | Kanada | The Limit             |